# Lycée Claudel d'Ottawa
 (janvier 2018).
Le Lycée Claudel d'Ottawa est un établissement privé francophone à but non lucratif fondé en 1962. Il se situe 1635 promenade Riverside à Ottawa (Canada) et porte le nom du célèbre dramaturge français Paul Claudel, frère de la sculptrice Camille Claudel.
C'est un établissement homologué par le Ministère de l'Éducation nationale français et conventionné par l'Agence pour l'Enseignement du Français à l'Étranger (AEFE).
Les cours sont dispensés en français (excepté les cours de langue) par des professeurs français et par des enseignants qualifiés recrutés localement.
Si à son ouverture l’établissement ne comptait que 24 élèves, il accueille aujourd’hui 1 000 élèves de plus de 50 nationalités différentes, de la petite section maternelle (dès 3 ans) à la Terminale, avec une moyenne de 22 élèves par classe (maximum 22 élèves au primaire et 30 au secondaire)
Une entente avec l'Université d'Ottawa permet aux diplômés de faire reconnaître certains cours en deuxième année.

## Historique et contexte
En 1912, le gouvernement de James Whitney adopte une directive, le règlement 17, qui fait de l’anglais l’unique langue d’enseignement en Ontario. Les enseignants francophones, qui contestent cette directive ou ne sont pas en mesure de dispenser leurs cours en anglais, sont alors poussés à la démission.
S’ensuit une période de lutte et de résistance civile de la part des francophones de l’Ontario. En 1927, le gouvernement ontarien est alors contraint de faire marche arrière et accepte que le français soit dorénavant la langue principale d’enseignement des écoles franco-ontariennes. Bien que non appliqué à partir de 1927, le règlement 17 ne sera légalement abrogé qu'en 1944.
C’est dans ce contexte qu’est créé, au centre-ville d’Ottawa, le cours Claudel par le Dr Gaston Sauvé.
Après avoir connu différentes adresses, le lycée Claudel s'installe définitivement en 1972 dans ses locaux actuels.
De 2008 à 2010, l’établissement connait une période de complète rénovation pour un coût de 20 millions de dollars. Outre de nouvelles salles de classe, sont notamment créés une nouvelle bibliothèque ainsi qu’un amphithéâtre de 400 places avec une scène professionnelle.

## Organisation
Le lycée français d’Ottawa a la particularité de permettre aux élèves de poursuivre leur scolarité depuis l’école maternelle jusqu’à la fin des études secondaires (classe de terminale), soit de l'âge de 2 ans et demi à l'âge de 18 ans.

### École primaire

#### École maternelle
L'école maternelle se divise en trois sections : petite section, moyenne section et grande section.
L’école maternelle est une particularité française qui permet d’accueillir les enfants dès le plus jeune âge (3 ans). Il s’agit non d’une garderie mais d’une école à part entière, avec des objectifs pédagogiques précis et des locaux adaptés.

#### École élémentaire
L'école élémentaire accueille les enfants dès l’âge de 6 ans. C’est là que sont entre autres enseignés les savoirs fondamentaux comme la lecture, l’écriture et le calcul.

### École secondaire
Le niveau secondaire accueille les élèves de l'âge de 11 ans à l'âge de 18 ans. Il comprend une  partie collège (de la classe de 6e à la classe de 3e) ainsi qu'une partie lycée (de la classe de seconde à la classe de terminale)

#### Collège
Le collège accueille les élèves à l’issue de leur cursus à l’école primaire.
On y enseigne les mathématiques, le français, l’histoire-géographie, les sciences de la vie de la terre (SVT), la physique-chimie, la technologie, l’éducation physique et sportive (EPS), la musique, les arts plastiques, deux langues vivantes (anglais et espagnol ou arabe) ainsi que le latin.
Au terme de la classe de 3e, un examen, le diplôme national du brevet (DNB) atteste des connaissances et compétences acquises.

#### Lycée
Aux matières déjà enseignées au collège, viennent s’ajouter la philosophie et les sciences économiques et sociales. 
Huit enseignements de spécialité sont proposés au choix en classes de première et de terminale :
- mathématiques
- physique-chimie
- sciences de la vie et de la terre (SVT)
- histoire-géographie, géopolitique
- sciences économiques et sociales (SES)
- humanités, littérature et philosophie
- numérique et sciences informatiques
- cinéma-audiovisuel

Plusieurs options sont par ailleurs proposées dès la classe de seconde (arabe LV3, latin, cinéma-audiovisuel et mathématiques en classe terminale).
En fin de classe de terminale, l’examen du baccalauréat sanctionne la fin des études secondaires.

## Clubs et autres activités
En dehors des heures de cours, des activités péri-scolaires sont proposées aux élèves :
- Sciences et découverte : échecs, robotique, initiation à la magie, club des débrouillards
- Langues : anglais, espagnol, arabe
- Arts : théâtre, photographie, bande dessinée, arts plastiques, bricolage, éveil artistique
- Sport : yoga, cirque, danses du monde, éveil corporel, initiation au hip hop
- Musique : piano, enseignement de la musique et du solfège, glee club, guitare, ukulélé, violon

En outre, l’association sportive de l’établissement propose diverses activités :
- badminton
- football
- volley-ball
- basket-ball

## Transport
La situation géographique centrale du Lycée Claudel et sa proximité des grands axes de circulation facilitent son accès. 
Un service de transport scolaire est proposé pour les élèves de la maternelle moyenne section à la classe de 5e.
En outre, le  lycée est directement desservi par plusieurs lignes de bus régionales (OC Transpo et STO). L'arrêt Lycée Claudel se situe face à l'établissement.

## Anciens élèves
- Mélanie Robillard, joueuse professionnelle internationale de Curling ;
- Justin Trudeau, Premier ministre du Canada depuis 2015, a été scolarisé au lycée Claudel pendant un an (1983-1984) ;